# Токуґава Ієнобу
Токуґава Ієнобу (яп. 徳川 家宣, 11 червня 1662 — 12 листопада 1712) — 6-й сьоґун сьоґунату Едо. Правив у 1709–1712.

## Життєпис
Старший син Токуґави Цунахіде, даймьо Кофу-хана племінник Токуґави Іецуни, 4-ого сьоґуна сьоґунату Едо.1678 року після смерті батька стає даймьо Кофу-хана. Ним правив до 1709 року, коли помер сьоґун Токуґава Цунайосі, що доводився Ієнобу стрийком. Ще 1704 року останній всиновив Ієнобу, оголосивши своїм спадкоємцем.
Через 10 днів після отримання влади Ієнобу скасував накази попередника щодо милосердя до тварин. За ініціативи впливового радника Араї Хакусекі було звільнено декількох родзю і собайонін за погане управління державою, припинено псування золотих монет, вжиті заходи щодо обмеження розкоші при сьогунському дворі. Цим прагнув поліпшити фінансові справи бакуфу.
Хакусекі намагався втілити в життя на практиці неоконфуціанські настанови  задля поліпшення фінансово-економічного становища, але його зусилля не завжди мали негайний результат. Так, позбавлення фінансового апарату від хабарників, сприяло збільшеню надходжень від податків лише за наступника Ієнобу. Також сьогун намагався вирішити проблеми з зовнішньою торгівлею через єдиний порт Нагасакі, що мав право вести подібну діяльність, проте не встиг. Він помер 1712 року. Владу успадкував четвертий син Токуґава Ієцуґу.